# Günter Schemmerling
Günter Schemmerling (* 27. Dezember 1925; † 9. März 2022) war ein deutscher Fußballspieler.

## Karriere
In der Saison 1951/52 stürmte er für den 1. FC Köln unter Spielertrainer Hennes Weisweiler in der Oberliga West. Obwohl er mit 14 Toren in 24 Spielen eine sehr gute Trefferquote aufweisen konnte, und auch ein Spiel im Wettbewerb um den Westdeutschen Pokal mit einer Torbeteiligung bestritt, verließ er den Verein nach einem Jahr wieder. Zudem war er noch für Preußen Dellbrück und TuRa Bonn aktiv.
Von 1961 bis 1963 war er Trainer des Amateurvereins 1. FC Godesberg in der Landesliga Mittelrhein.